# Борботско
Борботско (грч. Επταχώρι, до 1926. грч. Βουρβουτσικό) је насељено место у општини Нестрам у периферији Западна Македонија, Грчка. Према попису из 2021. године било је 187 становника.
Према бугарском географу и историчару, Василу Канчову, у Борботску је 1900. године живело 1.750 Грка. Некада је Борботско било словенско насеље, али је у немирним временима напуштено, да би касније било насељено грчким сточарима из Епира.